# Thalera bupleuraria
Thalera bupleuraria là một loài bướm đêm trong họ Geometridae.